# Sint-Andriesabdij
De Sint-Andriesabdij  was en is een benedictijnenabdij in Sint-Andries (Brugge). De oude abdij stond op de plaats van de huidige parochiekerk van Sint-Andries. De nieuwe Sint-Andriesabdij van Zevenkerken werd wat verderop gebouwd.

## De oude abdij

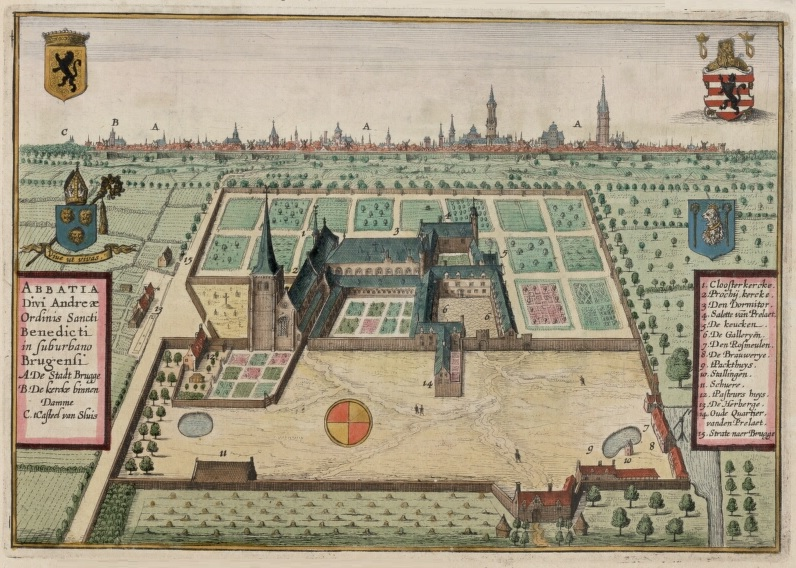
De Sint-Andriesabdij in de 1e helft van de 17e eeuw - Afbeelding uit Flandria Illustrata (1641)

De stichting van de abdij vond plaats in de middeleeuwen. Het charter werd getekend op 22 februari 1100 en bekrachtigd door graaf Robrecht II van Vlaanderen in juni datzelfde jaar. Er werd besloten te bouwen op de plaats van de huidige parochiekerk van Sint-Andries en Sint-Anna. De eerste monniken kwamen er op 17 augustus 1117 wonen. In 1188 werd de abdij onafhankelijk van de moederabdij. In 1240 werd het kerkgebouw, na aanhoudende ruzie tussen de parochiepriester en de abdij door een muur in twee verdeeld. In 1350 werd een stuk grond verkocht waarop het latere Sint-Anna-ter-Woestijne kartuizerinnenklooster zou komen. In de 14e eeuw brak een periode van grote bloei aan voor de abdij, die heel wat gronden en inkomsten verwierf.
In de tweede helft van de 15e eeuw leed de abdij grote schade na de bezetting door Duitse landsknechten.
In 1521 brachten keizer Karel V en zijn broer, de latere keizer Ferdinand I, een bezoek aan de abdij en woonden er de vespers bij.
In de 16e eeuw verviel de abdij in een dieptepunt. Na aanhoudende verwoestingen en plunderingen door Geuzen namen vele monniken hun intrek in het refugehuis van de abdij in de Brugse Boeveriestraat en bleven er uiteindelijk nog vier monniken in de abdijgebouwen over.
In de 17e eeuw werd de abdij weer wat hersteld, maar de aanhoudende oorlogen, en de ligging van de abdij buiten de muren van Brugge lieten opnieuw hun sporen na, en werd de abdij weer zwaar beschadigd.
Zoals zovele abdijen werd ze ten tijde van de Franse Revolutie openbaar verkocht en gesloopt. Enkel de kerk bleef overeind, als parochiekerk. Na de brand die in 1869 de kerk volledig verwoestte, bleef de 16e-eeuwse toren overeind. Hij staat er, na een grondige restauratiebeurt, nog steeds en is geïntegreerd in de heropgebouwde parochiekerk.

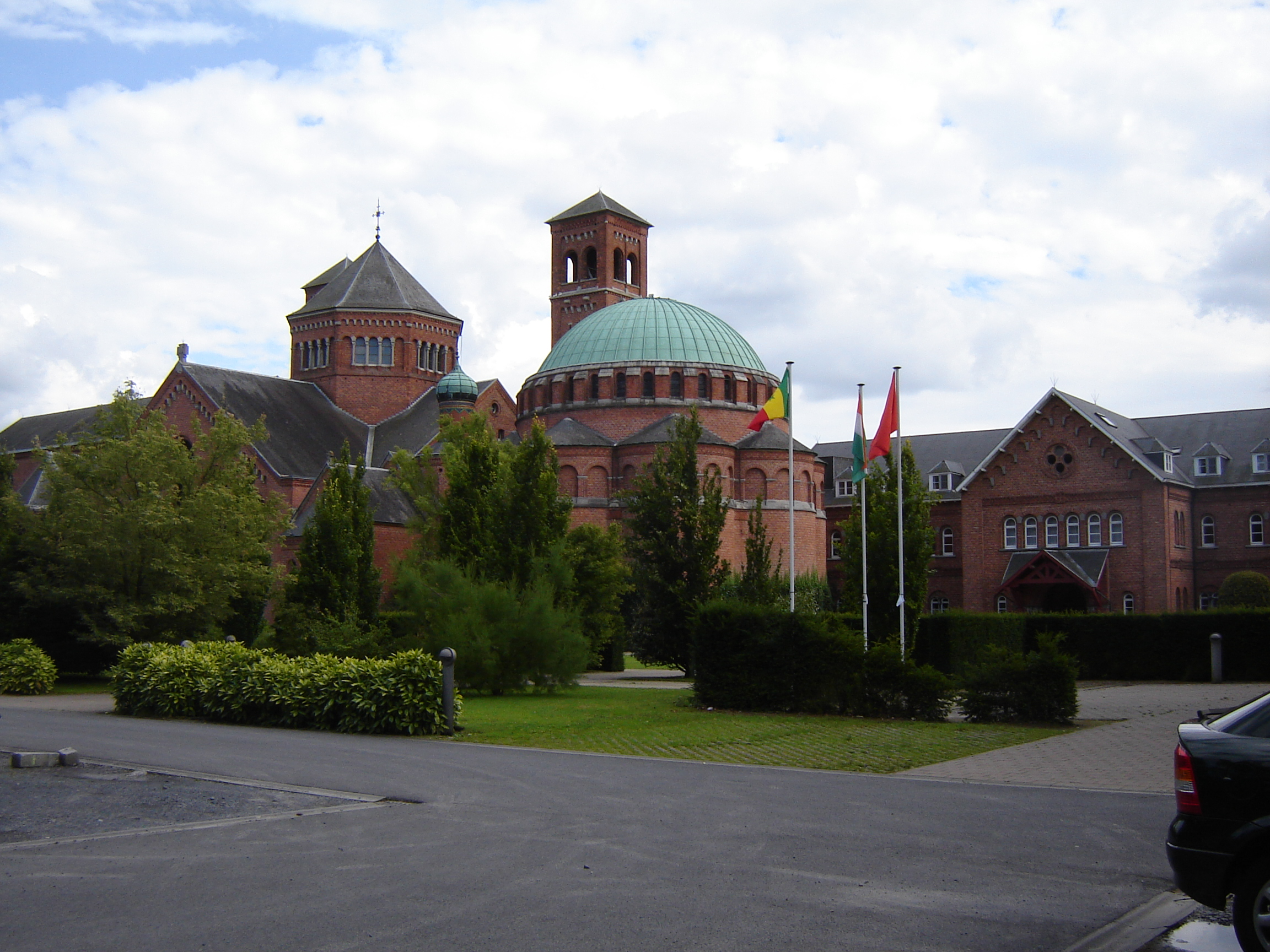
Sint-Andriesabdij Zevenkerken

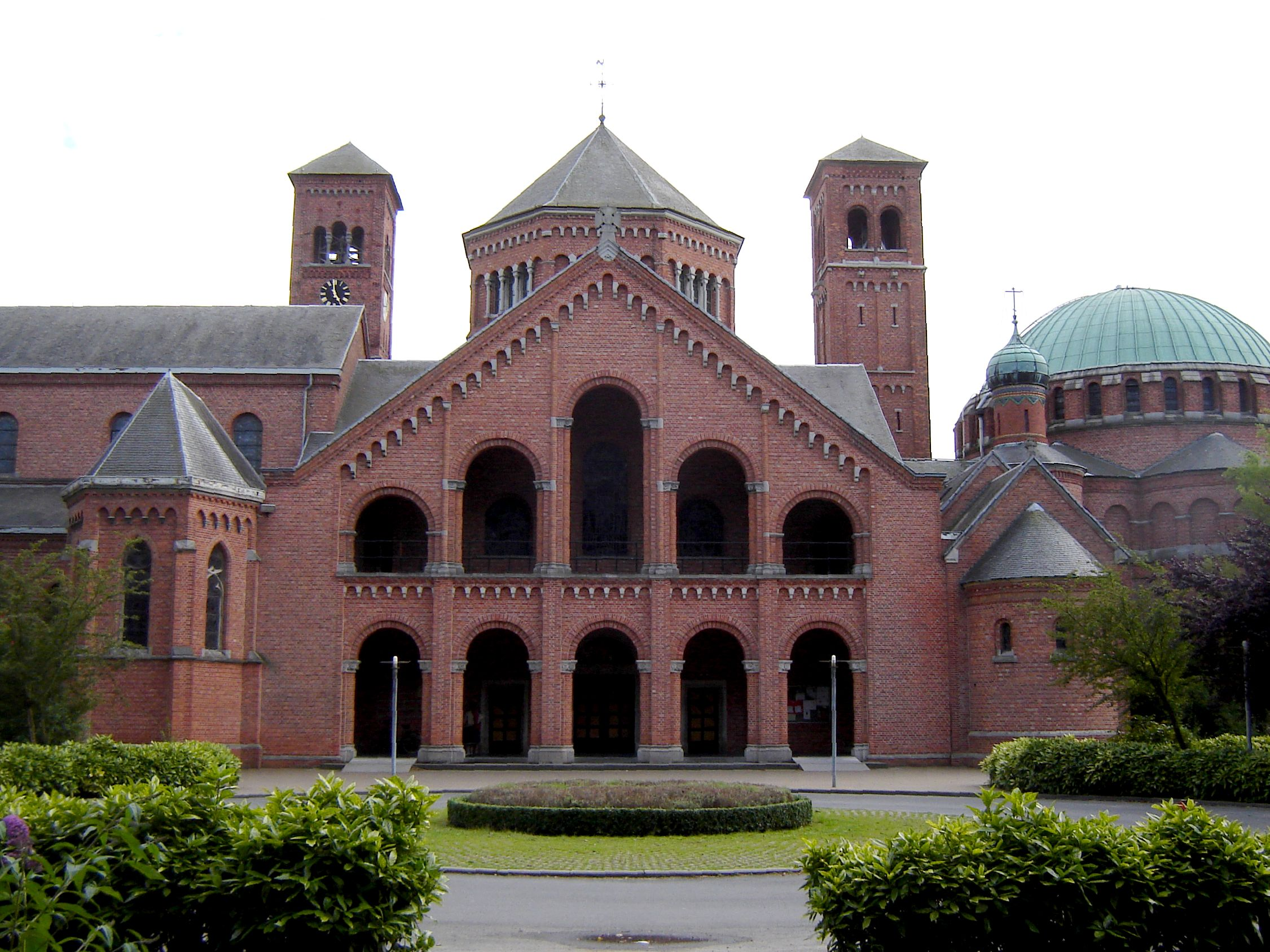
Abdijkerk

## De nieuwe abdij (Zevenkerken)
Een eeuw later (1898) startte Gerard van Caloen, benedictijn uit Maredsous, een nieuwe gemeenschap op enkele km afstand van de oude abdij.
De abdijgebouwen werden ontworpen door de Duitse architect en benedictijn van de Abdij van Maria Laach, Wilhelm Ricklake. Bijkomende gebouwen werden ontworpen door de Brugse architect Jozef Vierin.
De neoromaans-Byzantijnse abdijkerk uit 1899-1902 huisvest zeven kerken of kapellen in verschillende stijlen, die herinneren aan de zeven grote basilieken van Rome. Het gaat, binnen hetzelfde gebouw, om twee tegenover elkaar liggende kerken en vijf kapellen:
- hoofdkerk of basiliek van de heilige apostelen Petrus en Andreas, met koor van de monniken,
  - kapel van Sint-Paulus, links van het koor, gekend als Sacramentskapel, in Italiaanse renaissancestijl,
  - kapel van de heiligen Johannes de Doper en Johannes de Evangelist, naast de Sint-Pauluskapel, in gotische stijl,
- Onze-Lieve-Vrouwekerk, tweede hoofdkerk, in byzantijnse stijl en koepelvorm,
  - kapel van Sint-Laurentius, in romaanse stijl,
  - kapel van Sint-Sebastiaan, in de stijl van de Romeinse catacomben,
  - kapel van het Heilig Kruis, in Russisch-orthodoxe stijl.

Aan dit geheel van zeven kerken werden nog drie kapellen toegevoegd:
- kapel van het Heilig Hart van Jezus,
- altaar van de heilige Jozef,
- altaar van de heilige Benedictus, alle drie rechts van de hoofdkerk.

Het portaal van het kerkgebouw mondt uit op de narthex of atrium, die de scheiding vormt tussen beide tegenover elkaar gelegen hoofdkerken.
In 1901 trad de abdij toe tot de Braziliaanse Congregatie en in 1920 ging ze over naar de nieuwe Congregatie van de Annunciatie.
Sinds 1910 is er een abdijschool verbonden aan de abdij.
Op 8 september 1952, naar aanleiding van de vijftigste verjaardag van de nieuwe abdij, werd de abdijkerk in zijn geheel verheven tot basiliek.

## Abten

### Oude abdij
- Yvesone (1416)
- Jacob van Steenburch (1453-1462)
- Pieter Maets (1462-1479)
- Joost Russaut
- Boudewijn Vilain (1509-1519)
- Joannes Asset (1524/25-1546)
- Van de Weerde (-1554)
- Gilbert Le Bleu (1554-1578)
- Jehan Bourier (1598-1616)
- Henricus Van den Zype (1616-1659)
- Benedictus vanden Berghe (1659-1678)
- Maurus Elewaut (1773-1809), laatste abt

### Nieuwe abdij
- Gerard van Caloen o.s.b. (1898-1912)
- Theodore Nève o.s.b. (1912-1963)[1][2]
- Theodore Ghesquière o.s.b. (1963-1976)
- Michel Coune o.s.b. (1976-1984)
- Paul Standaert o.s.b. (1984-2005)
- René Fobe o.s.b. (2005-2023)
- Leon Van Luchene o.s.b (2024- )[3]